# Mr. Skeffington
Mr. Skeffington és una pel·lícula estatunidenca de 1944 dirigida per Vincent Sherman i basada en la novel·la del mateix nom d'Elizabeth von Arnim

## Argument
Fanny Trellis (Bette Davis), reina de la bellesa de Nova York, rep la inesperada visita de Job Skeffington (Claude Rains), un mag de les finances que li explica que Trippy (Richard Waring), el seu irresponsable germà, ha fet un desfalc en el banc de Skeffington, on treballa, i ha utilitzat els diners per a pagar els seus deutes de joc. Com que els seus mitjans no li permeten pagar els descoberts en els comptes del seu germà, Fanny es guanya l'afecte de Job i s'hi casa per a evitar que jutgin a Trippy i li enviïn a la presó. Indignat pel matrimoni de la seua germana amb Skeffington, Trippy s'enrola al British Air Corps i mor en acció durant la Primera Guerra Mundial. Fanny, que culpa Job de la mort de Trippy, es mostra inconsolable i el seu embaràs no aconsegueix més que augmentar la seua pena. Quan finalment acaba la guerra, Fanny i Job, els quals fa molt temps que són separats, es divorcien i ell li concedeix una quantiosa remuneració. Com que la seua filla, en créixer, li recorda constantment el pas dels anys, Fanny accedeix a que se'n vagi a viure a Europa amb el seu pare. Al llarg del seu matrimoni, Fanny havia seguit rebent i adulant els seus admiradors i, un cop lliure, augmenta la seua col·lecció d'amants. En esclatar la Segona Guerra Mundial, Job envia la jove Fanny (Marjorie Riordan), que ara té divuit anys, a casa de la seua mare, el darrer amant de la qual és el jove enginyer Johnny Mitchell (Johnny Mitchell). Mentre navega amb Johnny, Fanny, malalta de diftèria, està a punt de morir. Quan es restableix, la seua esplèndida bellesa ha desaparegut i, fins i tot, li han caigut els cabells. Recorrent als artificis de la cosmètica, tracta de mantenir-se atractiva, però s'ha d'enfrontar a l'aclaparadora certesa que, essent vella, no és ni una ombra del que era. La seua vanitat rep un cop addicional quan la seua filla es casa amb Johnny Mitchell i se'n va a viure amb ell a la costa oest. Sola i lletja, Fanny contempla un futur negre. Un dia, el seu cosí George (Walter Abel), que en tot moment ha estat el seu conseller i amic, li comunica que Job, víctima de l'antisemitisme dels nazis, ha tornat d'Europa totalment arruïnat. Fanny es nega a veure'l perquè ja no és bonica, però canvia de parer quan George li prega que tingui un gest altruista si més no una vegada a la vida. En veure de nou Job i descobrir que està cec es llança als seus braços i li promet que dedicarà la seua vida a cuidar-lo. Ignorant del deteriorament sofert per Fanny, Job li assegura que sempre serà bella per a ell.

## Crítica
"Els aficionats a la mímica es divertiran com a micos imitant Bette Davis en el paper de Fanny Skeffington, nascuda Trellis. (...) En una excel·lent interpretació d'una dona lleugera i egoista en aquesta la seua darrera pel·lícula, l'actriu guanyadora del premi de l'Acadèmia en anys anteriors aconsegueix la més definitiva de les seues caracteritzacions. (...) És, exactament, el tipus d'actuació amb què enlluernar als amants de la paròdia."

## Repartiment[1]
- Bette Davis: Frances Beatrice 'Fanny' Trellis Skeffington
- Claude Rains: Job Skeffington
- Walter Abel: George Trellis, cosí de Fanny
- Richard Waring: Trippy Trellis, germà de Fanny
- Marjorie Riordan: Fanny Rachel Trellis, filla de Fanny i Job
- Robert Shayne: MacMahon, un petit gàngster
- John Alexander: Jim Conderley
- Jerome Cowan: Edward Morrison
- Peter Whitney: Chester Forbish
- Bill Kennedy: Bill Thatcher
- Johnny Mitchell: Johnny Mitchell
- George Coulouris: Doctor Byles
- Dorothy Peterson: Manby
- Andrea King (no surt als crèdits)

## Nominacions
- 1945: Oscar a la millor actriu per Bette Davis[3]
- 1945: Oscar al millor actor secundari per Claude Rains